# آبشار طلا
آبشار طلا فیلمی رنگی، سینما اسکوپ به کارگردانی و نویسندگی سیامک یاسمی محصول سال ۱۳۵۱ است. این فیلم به تهیه‌کنندگی سیامک یاسمی محصول پوریا فیلم است.

## خلاصه داستان
مهندس شاهین (پرویز مجیدی) با باباقندی (محمدتقی كهنموئی) و عده‌ای كارگر، یک كارگاه چوب‌بری را اداره می كنند. باباقندی به جرم قتل همسرش شانزده سال در زندان بوده و سال های طولانی است كه دخترش پروین (دلارام) را ندیده است. جوان هوسرانی به نام ارسلان (شهرام شبیری) با دوستانش مانع كار كارگران می‌شوند. باباقندی مهندس شاهین را از سانحه‌ی سقوط یك درخت تناور نجات می‌دهد و خودش جان می‌دهد. مهندس شاهین جسد باباقندی را كنار «آبشار طلا» دفن می كند و تصمیم می گیرد از دخترش پروین نگهداری كند. مهندس به ملاقات پروین می رود، و پروین او را به جای پدرش اشتباه می‌گیرد. ارسلان پروین را بر ضد شاهین تحریك می‌كند. شاهین، به رغم علاقه اش به پروین، او را از خود می‌راند، و كارگرها نیز به اعتراض جنگل را ترك می‌كنند. پروین به دیدار ارسلان می‌رود، و مریم (توتیا)، نامزد ارسلان، فاش می كند كه پروین دختر باباقندی است. كارگرها با ارسلان درگیر می شوند و پروین با شاهین بر سر مزار پدرش می‌رود.

## بازیگران
اسامی بازیگران فیلم آبشار طلا به شکل* و ترتیب نمایش در عنوان‌بندی آغازین فیلم  :
1. پرویز مجیدی در نقش مهندس شاهین
2. دلارام در نقش پروین
3. شهرام شبیری در نقش ارسلان
4. توتیا در نقش مریم
5. [محمدتقی] کهنمویی در نقش بابا قندی
6. رضا عبدی
7. حجت‌زاده
8. ایران قادری
9. نوروز خوشبخت
10. چنگیز
11. محمود مقدم
12. ناصر رهبری
13. فرهاد خوشبخت
14. صفرزاده
15. قادر لطفی
16. اکبر ایمانی
17. حسن محمدی
18. جواد وفایی
19. همایون مراد
20. حسن حاج محمدعلی
21. وفا (عباس وفایی)
22. فرنگیس
23. لاله
24. مینا

* اسامی داخل کروشه و پرانتز در عنوان بندی و یا پوستر درج نشده‌اند، به معنی که این بازیگران در زمان خود به این نامها شهرت داشته‌اند.

## نمایش فیلم
فیلم آبشار طلا برای نخستین بار در چهارشنبه ۶ اردیبهشت ۱۳۵۱ خورشیدی در سیزده سینما در تهران به نمایش درآمد . این فیلم جایگزین فیلم قلندر (علی حاتمی) در گروه سینمایی نیاگارا شد.
سینماهای نمایش‌دهنده فیلم آبشار طلا در تهران، در گروه سینمایی نیاگارا شامل ۱۳ سینمای نیاگارا، کاپری، اروپا، میامی، الوند، کیهان، ری، اسکار، فردوسی، مارلیک، اورانوس، سیلورسیتی و سیلوانا بودند .
فیلم آبشار طلا، پس از یک هفته نمایش در تهران، در گروه سینمایی نیاگارا در تاریخ چهارشنبه ۱۳ اردیبهشت ۱۳۵۱، جای خود را به فیلم کافر (فریدون گله) در این گروه سینمایی داد  . 

## گروه موسیقی[۲][۳]
- موسیقی متن: روبیك منصوری
- آهنگساز ترانه‌های فیلم: همایون خرم
- ترانه‌سرا: بیژن ترقی
- خوانندگان: مهستی و تیلا

#### ترانه‌های فیلم
1. ترانه‌ی کاباره‌ای با صدای تیلا
2. بابا جونم با صدای مهستی
3. گل همراه نسیم با صدای مهستی، نشر بر روی صفحه ۴۵دور با لیبل آپولون[۹]